# 8 cm sGrW 34
8 cm sGrW 34（8 cm schwerer Granatwerfer 34、34式8cm擲弾発射器）は、第二次世界大戦でドイツ国防軍が使用した中迫撃砲である。輸送する時は砲身・支持架・底盤の3つに分解して人力で運ぶことができる。
自走砲化された車両としてSd Kfz 250/7型およびSd Kfz 251/2型があり、車両搭載用の砲は8 cm GrW 34/1として区別された。
この他に、砲身を短縮して軽量化したKz 8 cm GrW 42短迫撃砲が作成されている。